# Pristonotus minor
Pristonotus minor är en insektsart som först beskrevs av Brunner von Wattenwyl 1895.  Pristonotus minor ingår i släktet Pristonotus och familjen vårtbitare. Inga underarter finns listade i Catalogue of Life.